# Tettigoniopsis kunisakiensis
Tettigoniopsis kunisakiensis är en insektsart som beskrevs av Tabata 1999. Tettigoniopsis kunisakiensis ingår i släktet Tettigoniopsis och familjen vårtbitare. Inga underarter finns listade i Catalogue of Life.